# حسین‌آباد (نهاوند)
حسین‌آباد (نهاوند)، روستایی از توابع بخش مرکزی شهرستان نهاوند در استان همدان ایران است. 
روستای حسین آباد مرکز دهستان گاماسیاب میباشد.

## جمعیت
این روستا در دهستان گاماسیاب (نهاوند) قرار دارد و براساس سرشماری مرکز آمار ایران در سال ۱۳۹۸، جمعیت آن ۵۶۰ نفر (۱۸۰خانوار) بوده‌است.